# Урбису, Энрике
Энри́ке Урби́су Ха́уреги (исп. Enrique Urbizu Jáuregui; род. 1962, Бильбао) — испанский кинорежиссёр и сценарист. В настоящее время преподаёт на факультете журналистики и аудиовизуальной коммуникации Мадридского университета имени Карлоса III.
Изучал информационные науки в Университете Страны Басков. После нескольких короткометражных лент в 1987 году вышел первый полнометражный фильм Урбису — комедия положения «Твоя подружка сумасшедшая», в которой снялись известные актёры Антонио Ресинес и Мария Барранко. В 1991 году Урбису снял фильм «Всё ради бабла» (исп. Todo por la pasta), своего рода роуд-муви.
Позднее Урбису переехал в Мадрид, где снял две комедии, продюсером которых выступал Андрес Висенте Гомес: в 1994 году — «Как быть несчастным и наслаждаться» и в 1995 году — «Рога женщины». В основу сценариев обеих лент легли романы журналистки Кармен Рико-Годой. Одновременно занимался адаптацией рассказа Артуро Перес-Реверте «Качито», позволившей ему выступить сценаристом другого фильма, «Девятые врата», снятого по другому роману Переса-Реверте, «Клуб Дюма», который снял в 1999 году Роман Полански.
В 2002 году Урбису снял «Ящик 507», триллер, получивший две премии «Гойя» и несколько премий на других кинофестивалях. В следующем году Урбису снял «Жизнь пятнает». В декабре 2006 года Урбису был избран первым вице-президентом Испанской киноакадемии. В феврале 2012 года Урбису была вручена премии «Гойя» за лучший оригинальный сценарий, лучшую режиссуру и лучший фильм, которые заслужила его лента «Нет мира для нечестивых».

## Фильмография
- 1988: Твоя подружка сумасшедшая / Tu novia está loca
- 1991: Всё ради бабла / Todo por la pasta
- 1994: Как быть несчастным и наслаждаться / Cómo ser infeliz y disfrutarlo
- 1995: Качито / Cachito (также сценарий)
- 1995: Рога женщины / Cuernos de mujer
- 1999: Девятые врата / La novena puerta (только сценарий)
- 2002: Ячейка 507 / La caja 507 (также сценарий)
- 2003: Жизнь пятнает / La vida mancha
- 2006: Реальный друг / Adivina quién soy
- 2011: Нет мира для нечестивых / No habrá paz para los malvados (также сценарий)
- 2013: Приключения капитана Алатристе (телесериал)/ Las aventuras del Capitán Alatriste (первые две серии)